# Riverside Stadium
Le Riverside Stadium est un stade de football situé à Middlesbrough en Angleterre. C'est l'enceinte du club de Middlesbrough Football Club.

## Histoire
Ce stade de 35 049 places est inauguré le 26 août 1995 par un match de championnat Middlesbrough Football Club-Chelsea Football Club. Avant de s'établir au Riverside Stadium, Middlesbrough FC évolue au Ayresome Park de 1903 à 1995.